# Dèus
Dèus (en francès Deaux) és un municipi francès situat al departament del Gard i a la regió d'Occitània.